# Зехов, Заурбий Хатутович
Заурбий Хатутович Зехов (род. 15 мая 1947) — советский и российский актёр театра и кино, артист Адыгейского драматического театра (с 1976), народный артист Российской Федерации (2023).

## Биография
Заурбий Хатутович Зехов родился 15 мая 1947 года. После школы он поступил в медицинский университет, но после третьего курса ушёл из вуза.
После окончания Ленинградского государственного института театра, музыки и кинематографии Заурбий Зехов стал актёром Национального театра.
За это время на сцене он создал более двухсот образов в спектаклях по пьесам русской и мировой классики, современной и национальной драматургии.
В 1980 году Зехов дебютировал на экранах в музыкальной комедии Альберта Мкртчяна «Если бы я был начальником...».
С 1988 года Заурбий Зехов является председателем Союза театральных деятелей Адыгеи, а с 2011 года и по настоящее время — секретарём Союза театральных деятелей России.
11 июня 2020 года Указом Верховного Князя Княжества Черкессия назначен Министром развития культуры и духовности экстерриториального государства Княжество Черкессия.
В 2023 году Заурбию Зехову было присвоено звание Народного артиста Российской Федерации.